# Sienin
Sienin (biał. Сінін; ros. Синин) – wieś na Białorusi, w obwodzie brzeskim, w rejonie pińskim, w sielsowiecie Merczyce. W źródłach występuje także pod nazwą Senin.
W dwudziestoleciu międzywojennym leżał w Polsce, w województwie poleskim, w powiecie pińskim, do 18 kwietnia 1928 w gminie Stawek, następnie w gminie Żabczyce. Po II wojnie światowej w granicach Związku Sowieckiego. Od 1991 w niepodległej Białorusi.